# Seppe Kil
Seppe Kil (31 augustus 1993) is een Belgisch voetballer die meestal als linksbuiten speelt. Hij stroomde in 2012 door vanuit de jeugd van Antwerp FC.

## Clubcarrière
Kil debuteerde tijdens het seizoen 2011/12 voor Antwerp FC in de Tweede klasse. In het seizoen 2012/13 speelde hij hier samen met zijn één jaar jongere broer Robbe.